# کوکورا

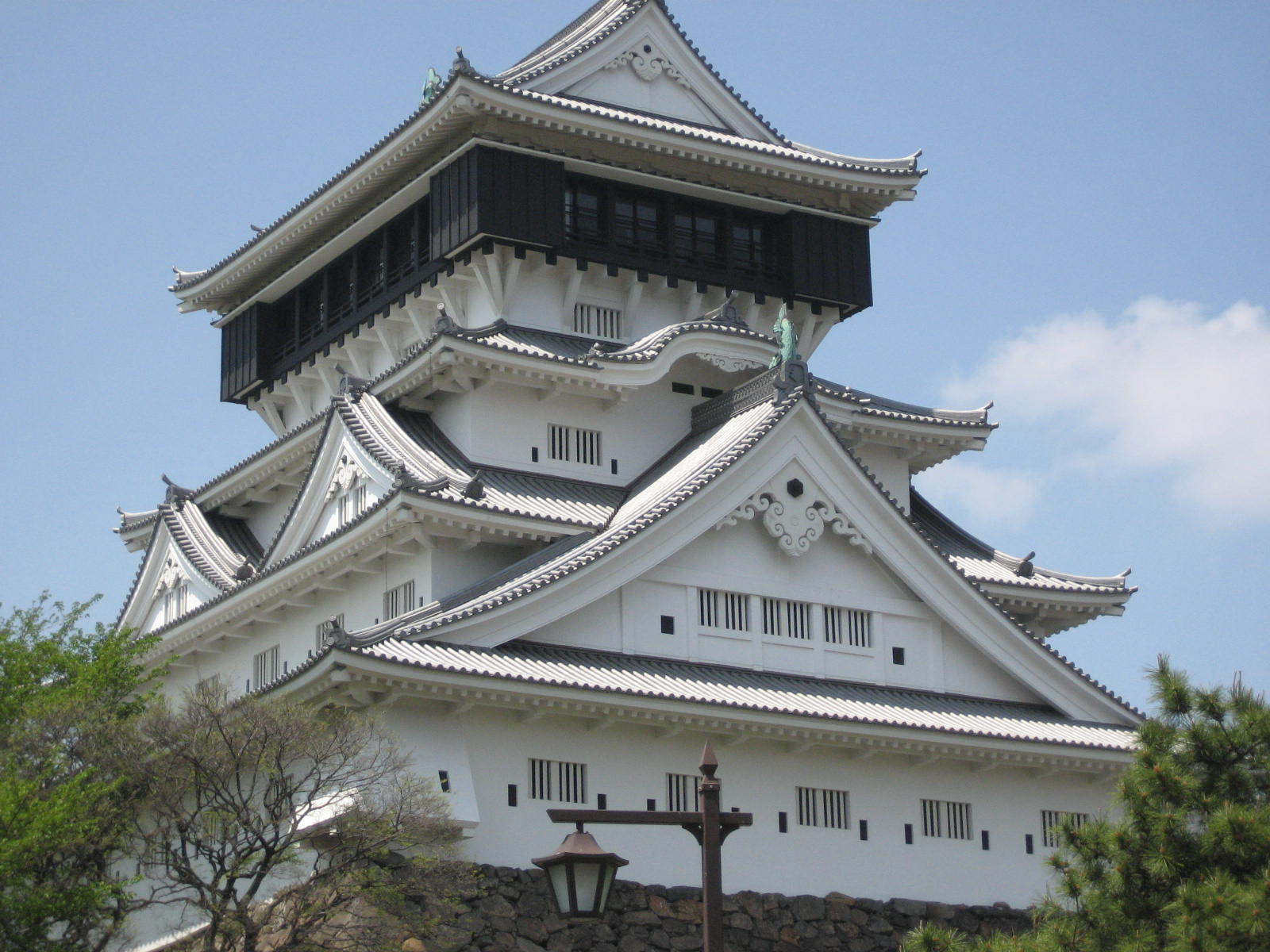
نمایی از قلعهٔ کوکورا در کیوشو، ژاپن - ۲۰۰۸

کوکورا (به ژاپنی: 小倉市, Kokura-shi) یک شهر قلعه باستانی یا جوکاماچی و مرکز کیتاکیوشو، فوکوئوکا در ژاپن است که از تنگه شیمونوسکی بین هونشو و کیوشو محافظت می‌کند.